# Aerotecture-windturbine

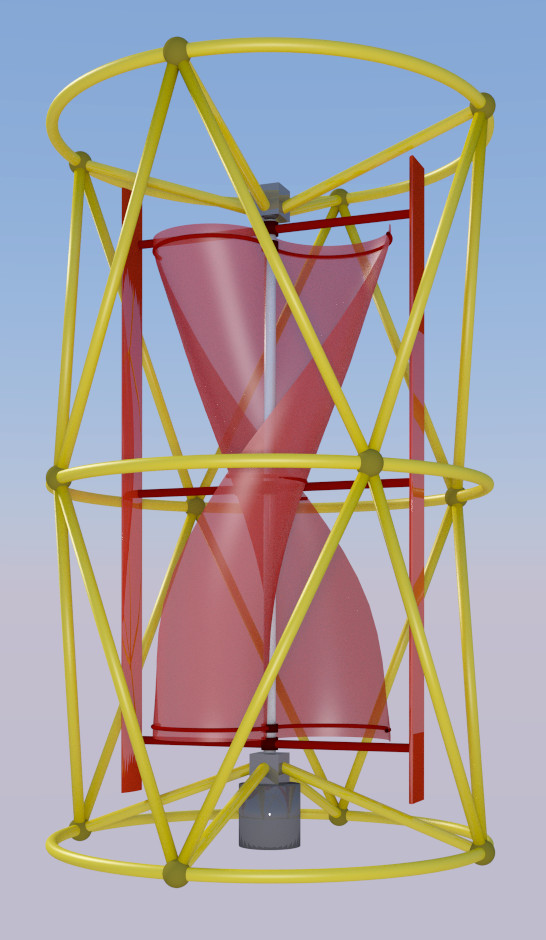
Model van een Aerotecture-windturbine met het frame in geel en de draaiende delen in rood (werkelijke apparaten zijn niet zo gekleurd)

De aerotecture is een verticaleaswindturbine (VAWT) gebaseerd op het Darrieus-ontwerp.

## Werking
De twee schroefvormige, verticale, aerodynamische vleugels zijn gebaseerd op het principe van de Savonius-windturbine, die als voordeel heeft dat het niet uitmaakt vanuit welke richting de wind waait. De dubbele halve schroef, vergelijkbaar met de Gorlov Helical Turbine, vermindert bovendien de trillingen omdat de luchtweerstand bij het draaien niet varieert. Daarnaast is de constructie relatief veilig voor vogels en erg stil, waardoor sommigen ook toepassingen zien in stedelijke gebieden, bijvoorbeeld door de aerotecture in te bouwen in gebouwen.

## Afmetingen
De turbine van 6 kW meet 1,5 meter in diameter bij een hoogte van 3 meter. 
De Aerotecture is ontworpen aan de Universiteit van Illinois in Chicago.